# Shiroishi-ku
Shiroishi-ku (白石区?) è uno dei dieci quartieri amministrativi della città di Sapporo, in Giappone.